# Filmoteca de Catalunya
De Filmoteca de Catalunya is het nationale filmarchief van Catalonië. Het werd in 1981 door de Catalaanse regering opgericht. Het archief heeft een dubbele opdracht: enerzijds het bewaren en restaureren van filmrollen en andere documenten in verband met cinema en anderzijds het verspreiden van de filmcultuur bij een zo ruim mogelijk publiek door tentoonstellingen, themaweken, projecties en publicaties.
Sedert 2010 wordt het archief geleid door de journalist en filmcriticus Esteve Riambau.

## De gebouwen
In 1991 nam het archief gedurende twee decennia “voorlopig” zijn intrek in een oude buurtbioscoop L'Aquitània in de wijk Sarrià,  die toch elk jaar meer dan honderdduizend toeschouwers over de vloer kreeg. In 2007 werd de eerste steen voor een nieuw gebouw in de Raval gelegd. Bouwen in het historische hart van Barcelona is altijd een archeologisch waagstuk: diverse vondsten hebben dan ook hier de werken vertraagd. Er waren scherven uit de bronstijd, het stoffelijk overschot van een vrouw uit het neolithicum en ten slotte de resten van een zeventiende-eeuwse vrouwengevangenis La Galera (de galei). Daarnaast kwamen er nog een reeks technische problemen. In 2012 werd het fonkelnieuwe gebouw naar een ontwerp van de architect Josep Lluís Mateo ingewijd: met kantoren, een bibliotheek, twee projectiezalen (Chomón, 360 zitplaatsen en  Laia, met 175 zitplaatsen) en tentoonstellingsruimtes. In het Parc Audiovisual in Terrassa bevindt zich een atelier voor de restauratie van filmmateriaal en ook de technische archiefruimten waar het vaak fragiele filmmateriaal in de best mogelijke omstandigheden bewaard wordt.

## De activiteiten
Het archief is bij het grote publiek vooral bekend voor de filmvoorstellingen, steeds in originele versie, en de democratische prijzen. De nieuwe zalen zorgden in het eerste jaar voor een toename van het aantal toeschouwers met 70%. Ook de tentoonstellingen en de bibliotheek zijn goed bezocht. In de week worden bijzondere voorstellingen met pedagogische begeleiding voor scholen georganiseerd en in het weekend speciale kindermatinees. In samenwerking met de universiteiten en de filmhogeschool wordt elk jaar een cyclus over de geschiedenis van de cinema geprogrammeerd, met een dertigtal films die geschiedenis gemaakt hebben, en daarnaast zijn er de voor een archief typische themaweken en retrospectieves.
Buiten Barcelona worden regelmatig gedecentraliseerde voorstellingen in zalen in Vic, Girona, Terrassa, Olot, Manresa en Lleida op touw gezet.
Een groot deel van het werk vindt echter achter de schermen plaats: het bewaren en restaureren van oude films, het kopiëren op digitale media, de uitgave van tekst en beeld, het inventariseren en catalogiseren... De Filmotheek werkt bovendien mee aan de nationale thesaurus “Càntic” een online gegevensbank met namen en titels van auteurs en cineasten, die ook in Wikidata geïntegreerd wordt.